# Kule Loklo

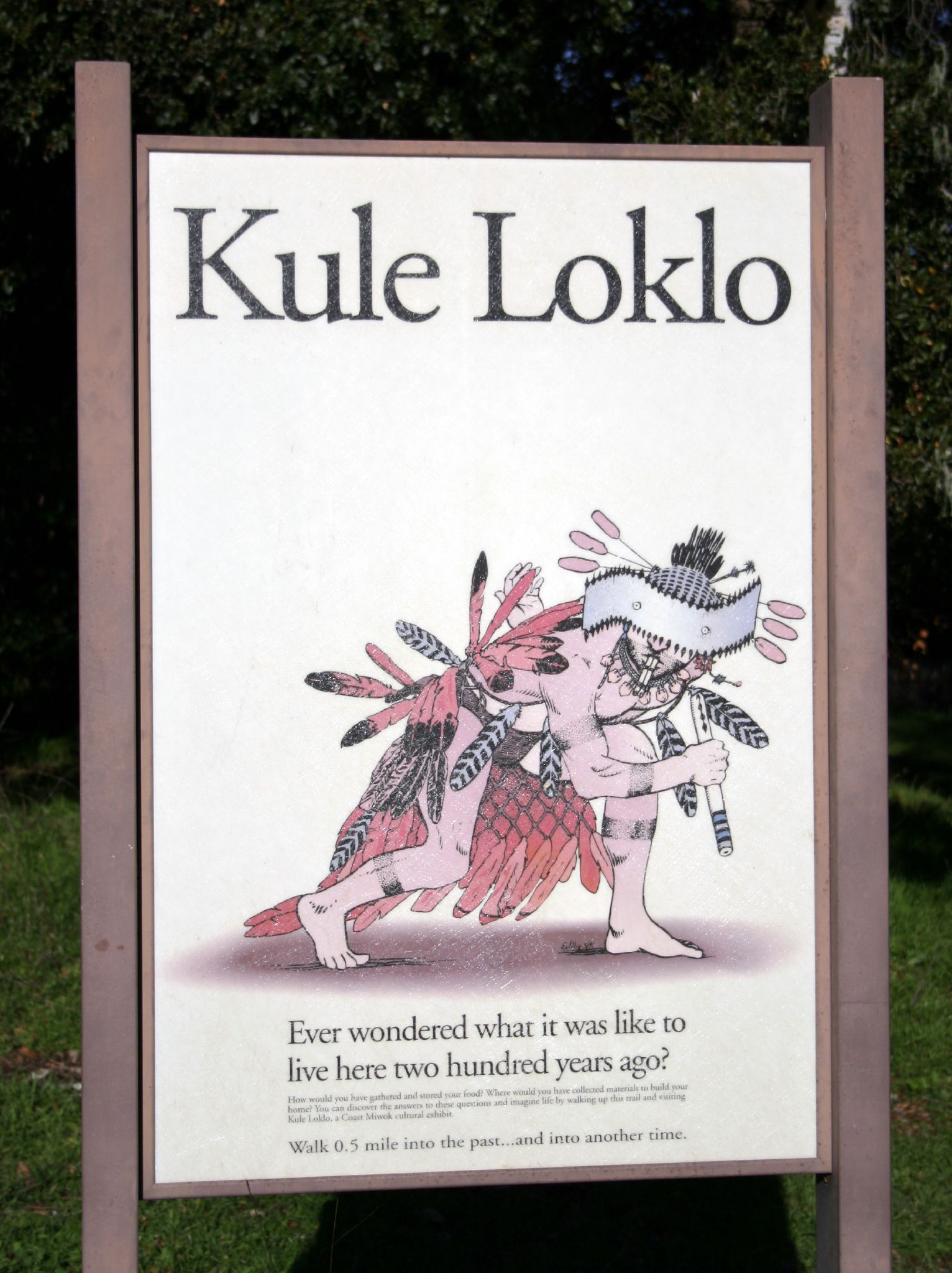
Senyal d'entrada al lloc

Kule Loklo ("Vall de l'os") és una vila recreada dels amerindis dels Estats Units miwoks de la costa situada a molt a prop del centre de visitants de la Point Reyes National Seashore, al comtat de Marin, Califòrnia. Kule Loklo fou creada originalment cap al 1970 pel Miwok Archeological Preserve of Marin (MAPOM) com un tribut als amerindis del comtat de Marin, els miwoks de la costa.
En 1992 la casa rodona cerimonial a Kule Loklo fou destruïda per un piròman; gràcies al suport de tota la comunitat fou substituïda per una rotonda cerimonial en 1993.
Actualment, hi ha un festival anual públic a Kule Loklo, el Big Time, que se celebra a finals de juliol, i compta amb danses i artesanies d'amerindis de Califòrnia.